# Giuseppe Chiaretti
Giuseppe Chiaretti (ur. 19 kwietnia 1933 w Leonessa, zm. 2 grudnia 2021 w Perugii) – włoski duchowny rzymskokatolicki, w latach 1995–2009 arcybiskup Perugii-Città della Pieve.

## Życiorys
Święcenia kapłańskie przyjął 8 grudnia 1955. 7 kwietnia 1983 został mianowany biskupem trzech diecezji, San Benedetto del Tronto, Ripatransone i Montalto, połączonych trzy lata później. Sakrę biskupią otrzymał 15 maja 1983. 9 grudnia 1995 objął stolicę arcybiskupią Perugia-Città della Pieve. 16 lipca 2009 przeszedł na emeryturę.